# Бранислав Станојевић
Бранислав Станојевић (Ивањица, 1893 – Београд 1967) био је лекар, доктор наука, универзитетски професор.

## Живот и рад
Рођен је у учитељској породици. Основну школу завршио је у Ивањици, гимназију у Београду. У Хајделбергу је започео студије медицине. У Првом светском рату је учествовао као батаљонски лекарски помоћник. Студије медицине наставио је после ослобођења и завршио у Прагу. За „ревносну службу“ током рата два пута је одликован.
Радио је као срески лекар у Сурдулици, потом је завршио специјализацију и докторирао у Прагу (1924-1925). По повратку у земљу постављен је за асистента на Клиници проф. Александра Радосављевића, затим на Клиници проф. Александра Игњатовског, да би потом био изабран за доцента, професора и управника задружне Прве и Друге интерне клинике ( касније Клиника А) у Београду. У току 1953. и 1954. године био је декан Медицинског факултета, а затим је радио као шеф Интерне клинике. Био је члан многих научних комисија, учесник више домаћих и иностраних конгреса, први председник Реуматолошке секције и почасни председник реуматолога Југославије. После Другог светског рата био је први председник Уређивачког одбора и главни и одговорни уредник Српског Архива (1946 и 1951-1952). Носилац је више домаћих и страних одликовања, међи којима је и Пуркињејевна медаља. Отворио је прву реуматолошку амбуланту у Србији, при Првој интерној клиници у Београду и са својим сарадницима (најактивнија је била проф. др Деса Протић-Хлушичка) уводи, у то време, савремену дијагностику и терапију реуматских болести, посебно реуматоидног артритиса.

### Објављени радови
Објавио је преко 100 стручних радова у нашој и иностраној литератури, као и две запажене монографије из Реуматологије.
- „Приказ болесника са сифилисним артритисом оба сакроилијачна зглоба“ (1929)
- „Дијагностичка вредност кути-реакција код реуматичких обољења“ (1930)
- „Хронични реуматизам и реуматичка обољења“ (1951) - монографија
- „Болести локомоторног апарата, реуматичке болести и остеопатије“ (1958) - уџбеник[3]